# 石皿

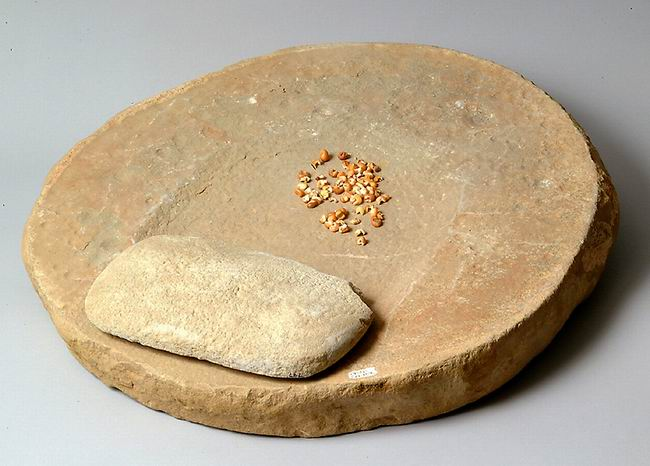
石皿と磨石とトウモロコシ、12世紀頃。米国チャコ文化国立歴史公園

石皿（いしざら、英:Metateまたはmealing stone）とは、皿型の磨製石器で穀物や木の実を磨り潰す目的で使用されたと考えられる道具の一つ。日本や中国を含め世界各地で発見されており、北中米では「メタテ」との名称で呼ばれる。
人類史において、石皿が登場するようになったのは約28万年前のアフリカとされており、日本だと石皿はすでに遺物扱いだが、諸外国ではメキシコをはじめ現在も石皿を使用している国・地域が見られる。

## 形状と形態
個別の形態は様々であるが、石皿には共通の形状がある。一般的には滑らかな凹みがある大きな石で、上部表面がボウル状に磨り減っている。このボウルは、滑らかな磨石を使って材料を幾度となく長期間にわたって磨り潰しているうちに出来上がったものである。これは杵と臼のような垂直方向の破砕ではなく、水平方向の磨り潰し動作からのものである。石皿のボウル深さは臼ほど深くないのが一般的である。より深いボウルの石皿は、それだけの長い使用期間またはより大きな活動度合を示している。石皿についた角度が、熟練した方法で穀物を製粉することを可能にしている。

## 各地の石皿

### 中国史
仰韶文化の遺跡からは平らな形状の石皿と球状あるいは棒状の石器が出土している。この道具はアワなどの穀物を食用にするときに殻を除去するために用いられ、能率の点から臼と杵に取って代わられたとする説がある。一方、仰韶文化の主要穀物であるアワやキビはわざわざ手間をかけて製粉する必要はなく、そのまま炊いておいしく食べることができることから穀類の製粉の道具ではないとする説もある。

### 日本史

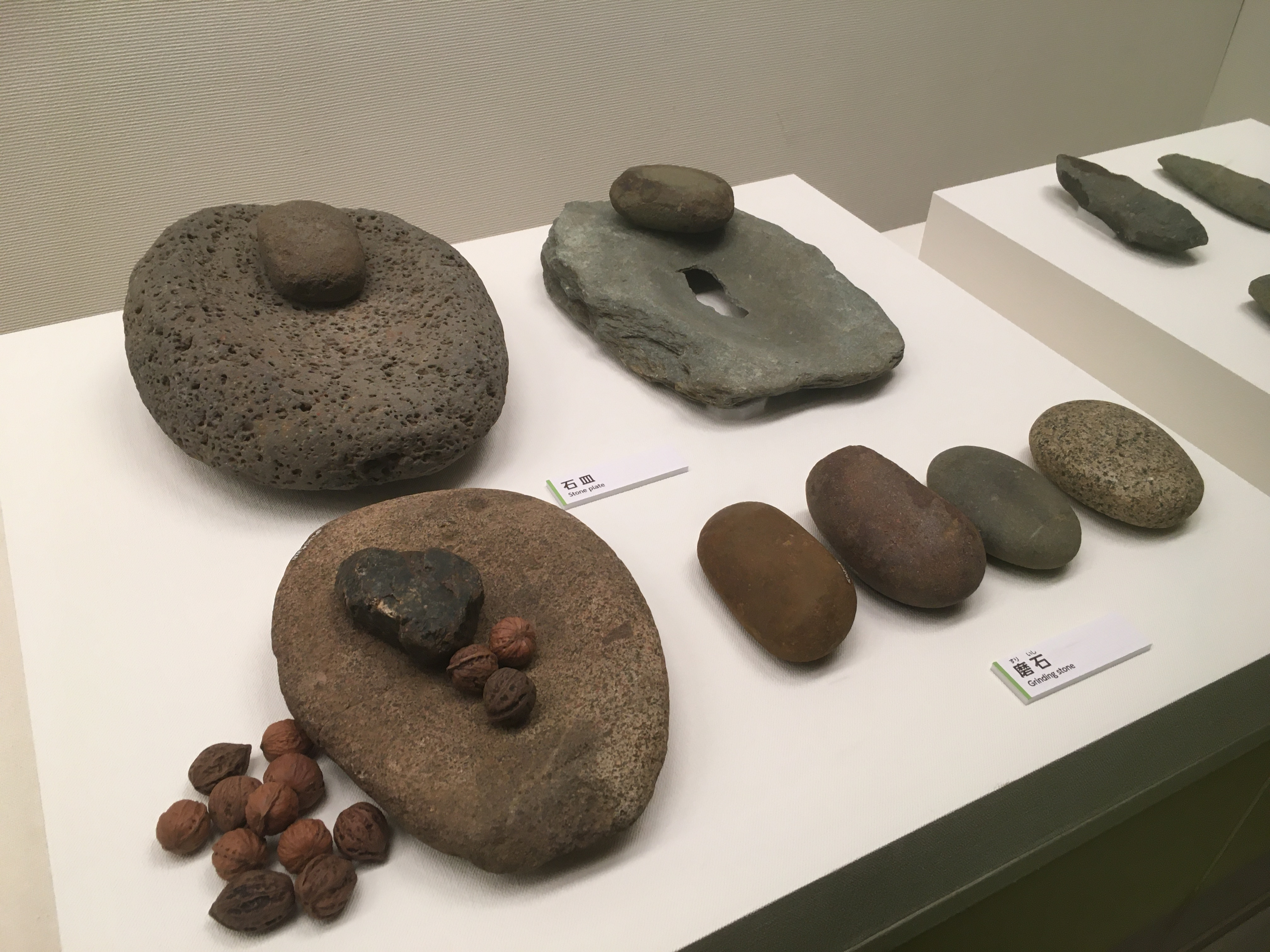
縄文時代の石皿と磨石（江戸東京博物館所蔵）。中央に穴が開き、底が抜けるまで使用されたことがうかがえる資料もある。

日本の縄文時代の石皿は粉砕や製粉作業に使われた大型磨製石器である。すり潰すための石器である磨石と対になり、ドングリなど堅果類の製粉など植物加工をはじめ、顔料や土器の材質となる石の粉砕などの用途が考えられている。また、据付石皿や固定式石皿と呼ばれる住居に備え付けられた石皿もあり、まな板として調理に用いていたと考えられている。
素材は主に安山岩や砂岩など転石や河原石の石核を素材にする場合が多い。扁平な礫材を楕円形や長方形に整え、中央に浅い窪みが作られる。定住化の普及した縄文時代全期を通じて出土し、特に早期以降の集落遺跡で多く出土する。

### アメリカ大陸
メソアメリカの遺跡で発見される石皿は、特にメタテ(Metate)と呼ばれ、北米の遺跡などでも同じように呼称される。とりわけコスタリカでは、儀式用や埋葬用のメタテが作られ、磨り潰すための道具を超えた意味を持つようになった。

#### コスタリカの儀式用メタテ

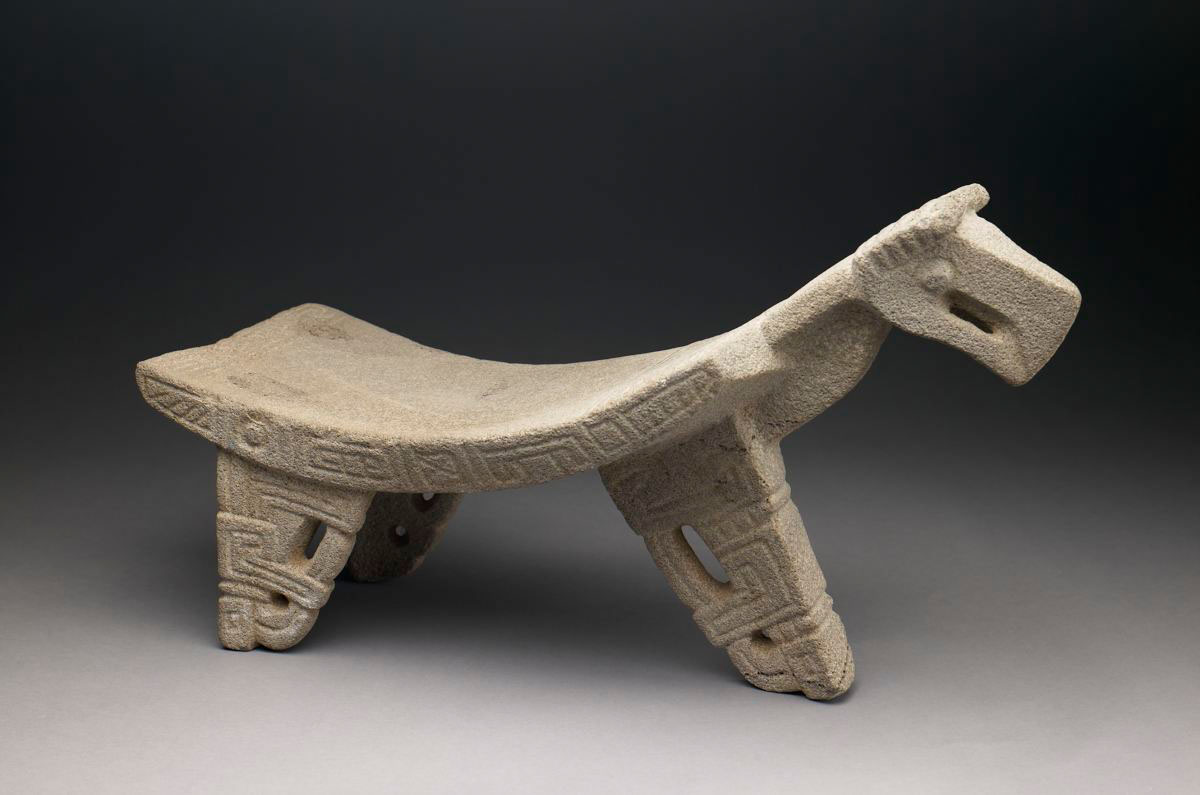
鳥を模したコスタリカの石皿。バーミンガム美術館

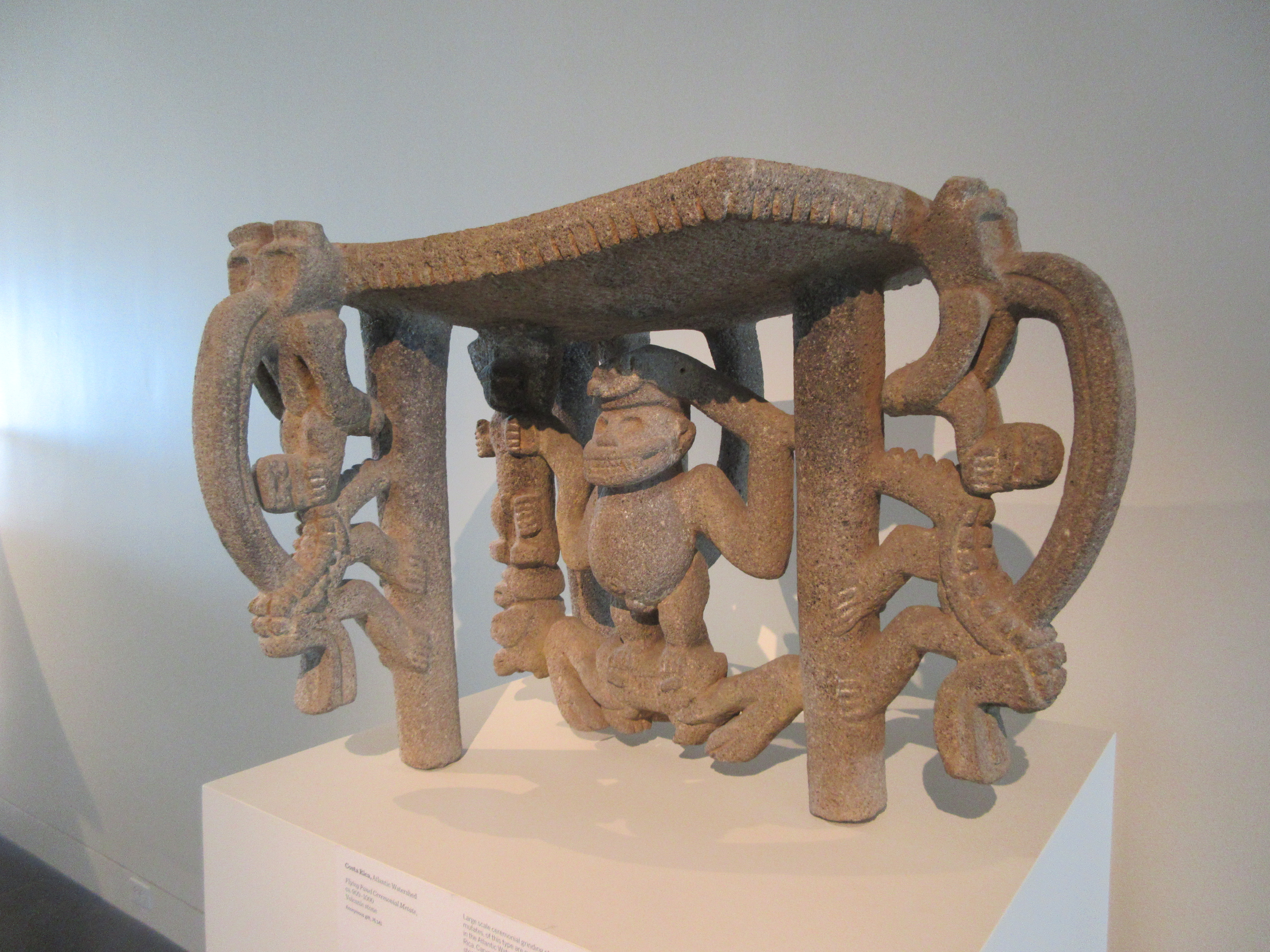
「フライング＝パネル」と呼ばれる儀式用メタテ、900-1000年頃。ニューオリンズ美術館

火成岩に彫刻を施した儀式用メタテは、コスタリカから出土した先コロンブス期の最も珍しい複雑な伝統的人工物の一つである。長方形や円形、平らだったり湾曲したりと様々な形が存在し、その変化は地域や時期の違いと合致する。一部の展示物には使用した痕跡が見られるが、使用痕跡が見られない物もあり、特別に埋葬品として作られたものだと考えられている。
動物の頭部をかたどった物もまた知られており、一方の端に動物の頭が造形され、脚をつけることで石皿全体が生物の全身となっている（ジャガー、ワニ、鳥を模したものが一般的）。最も複雑な形の儀式用メタテは「フライング＝パネル(flying-panel)」と呼ばれるタイプの石皿である。 これはグアジャボ（Guayabo）市をはじめ大西洋流域地方で見つかっており、一片の石から複数の像を彫刻した複雑な高いレベルの職人業がこのメタテに表れている。「フライング＝パネル」のメタテは、後年になって同地方でより一般的となる自立型彫像の先駆作品であろうと考えられている。
儀式用メタテとして特徴づけられた一部の例は、メタテとは全く違い、実際に座るための一種の玉座だった可能性もある。

#### 埋葬用のメタテ

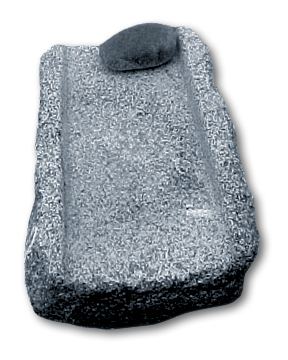
メタテ（石皿）とマノ（磨石）

儀式用メタテを含む、コスタリカにおける石造り彫刻の最初期の伝統は、西暦元年‐500年に始まった。グアナカステ州ニコヤ地域の石皿は縦方向に湾曲したプレート（石板）である。大西洋流域からのものには、水平に平べったい縁取りのあるプレートも存在した。どちらも埋葬品と関連があり、これらのコミュニティ内には異なる社会的地位の存在が示唆されている。
ラス・ウアカス地区では、16の墓地から15個の石皿が発掘された。マノと呼ばれる磨石がなく、埋葬用と見なされた。死者の持ち物（副葬品）として彫刻されたメタテは、単なる食料加工の道具を超えて、もっと深い象徴的な意味を持っている。石皿の基本的な機能目的は、主に穀物を粉末に挽くための土台である。この穀物を粉末に変容させることが、生と死および再生に関係した象徴的な意味を持っている。埋葬品としての役割を考えると、この地域における石皿は人間の生命、死、そしてある種の再生や変容に対する希望という強い意味あいがあったと考えられている。

#### メタテにおける図像
儀式用メタテの最もポピュラーな3つの図像要素は、トカゲ系、鳥、ジャガーで、猿も一般的であった。ユニークな特徴としては、人物像の欠如が挙げられる（頭部だけの像が唯一の例外）。女性ヌードや男性戦士など人間の姿は自立彫刻での主題になるが、石皿ではこれらが描かれていないようである。フライング＝パネルのメタテにはしばしば擬人化された像が見られるが、これらは常に動物の頭（ワニが多い）である。 
ニコヤ地域や大西洋流域では、石皿によくトカゲ系（特にクロコダイル、かアリゲーターまたはカイマン）の図像が使われた。この地において、トカゲは農業的な肥沃に関連した大地を象徴するものと考えられていた。ワニ頭で擬人化されたクロコダイル神(Crocodile god)は、チブチャ芸術における最古の最も顕著なテーマの1つであり、フライング＝パネルのメタテにも彫刻されている。
コスタリカのフライング＝パネルは1世紀-7世紀の時代とされている。しかしそこに描かれたクロコダイルの神々は、10-16世紀に金で作られたワニの神々と同じある特徴（U字に変形した肘や細長い指）を有している。その特徴は金細工においては合理的だが石の彫刻では奇妙な（不合理な）もので、これらのメタテはもっと後世になって、金の装飾品に触発されたものだとする説がある。
ハゲタカ、オオハシ、またはハチドリを表すと思われる、長く湾曲した嘴を持つ鳥も、また別の一般的な図像テーマとなっている。これもまたフライング＝パネルにおける共通の要素であり、時には人間の頭をつつくところが描写された。 

## ギャラリー
近現代の使用

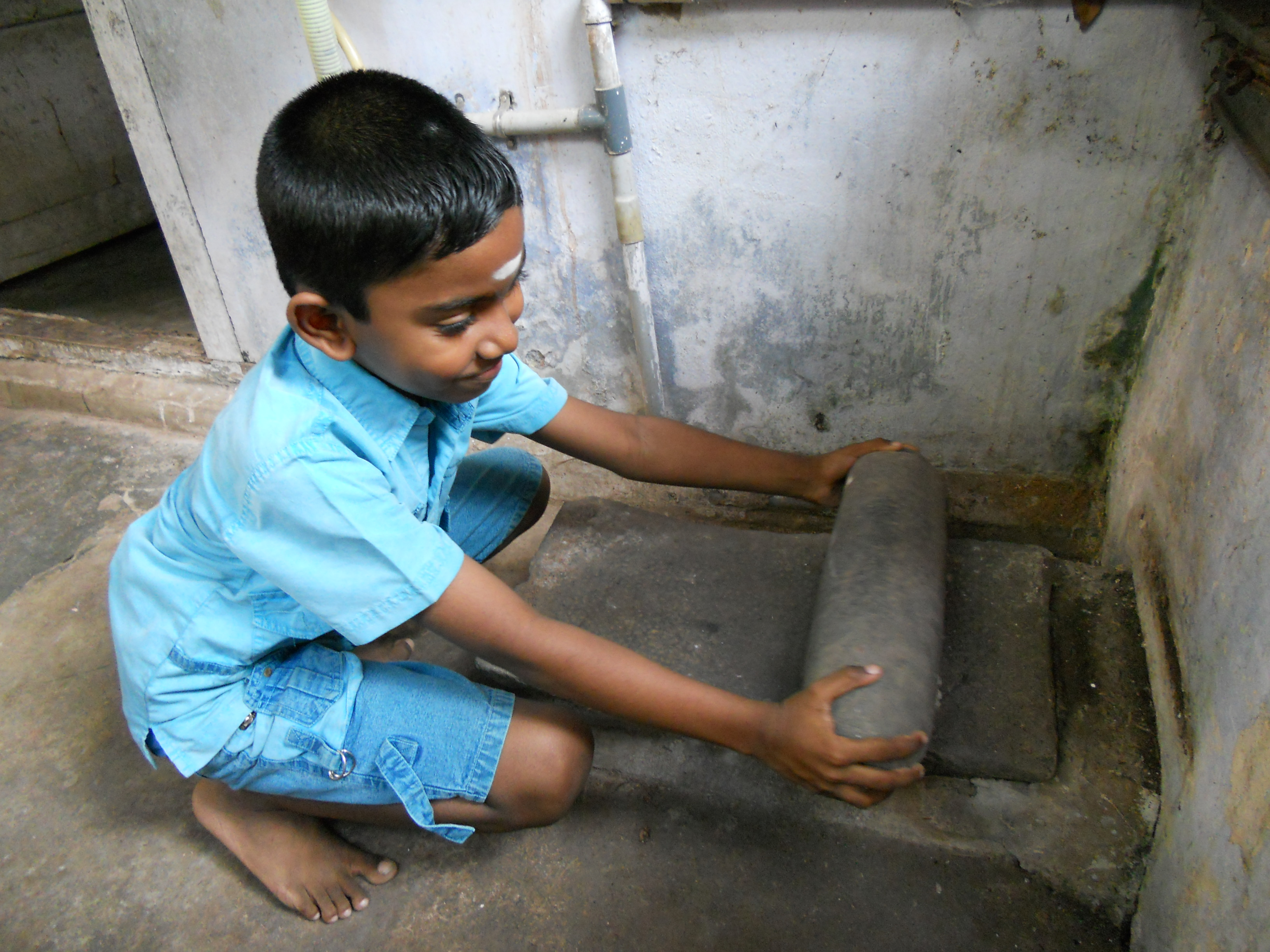
インドにて、石皿で穀物を挽いているところ。2011年3月6日（Exifデータより）
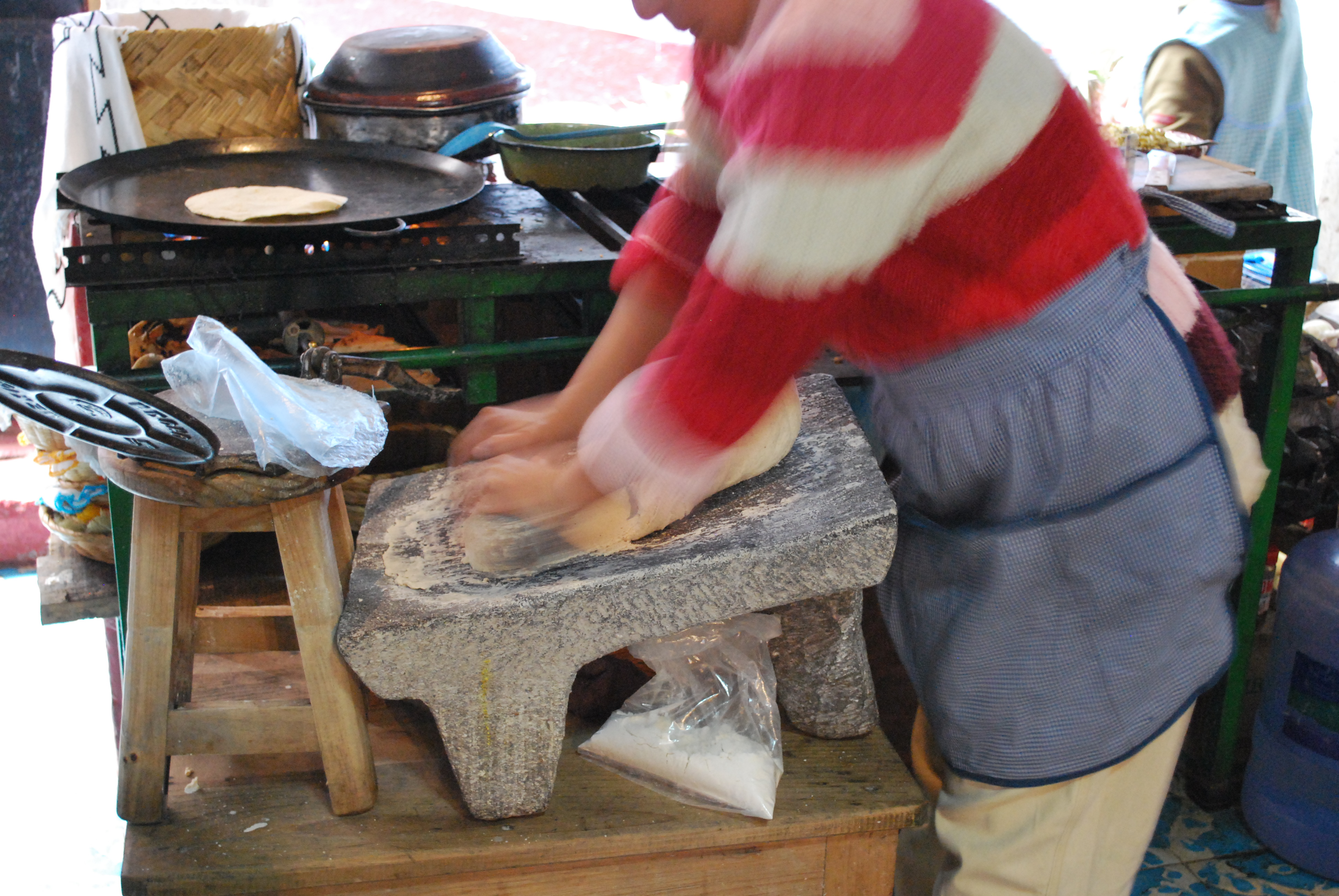
ミチョアカン州（メキシコ）の食堂にて、トルティーヤの生地を練っている女性。2009年11月
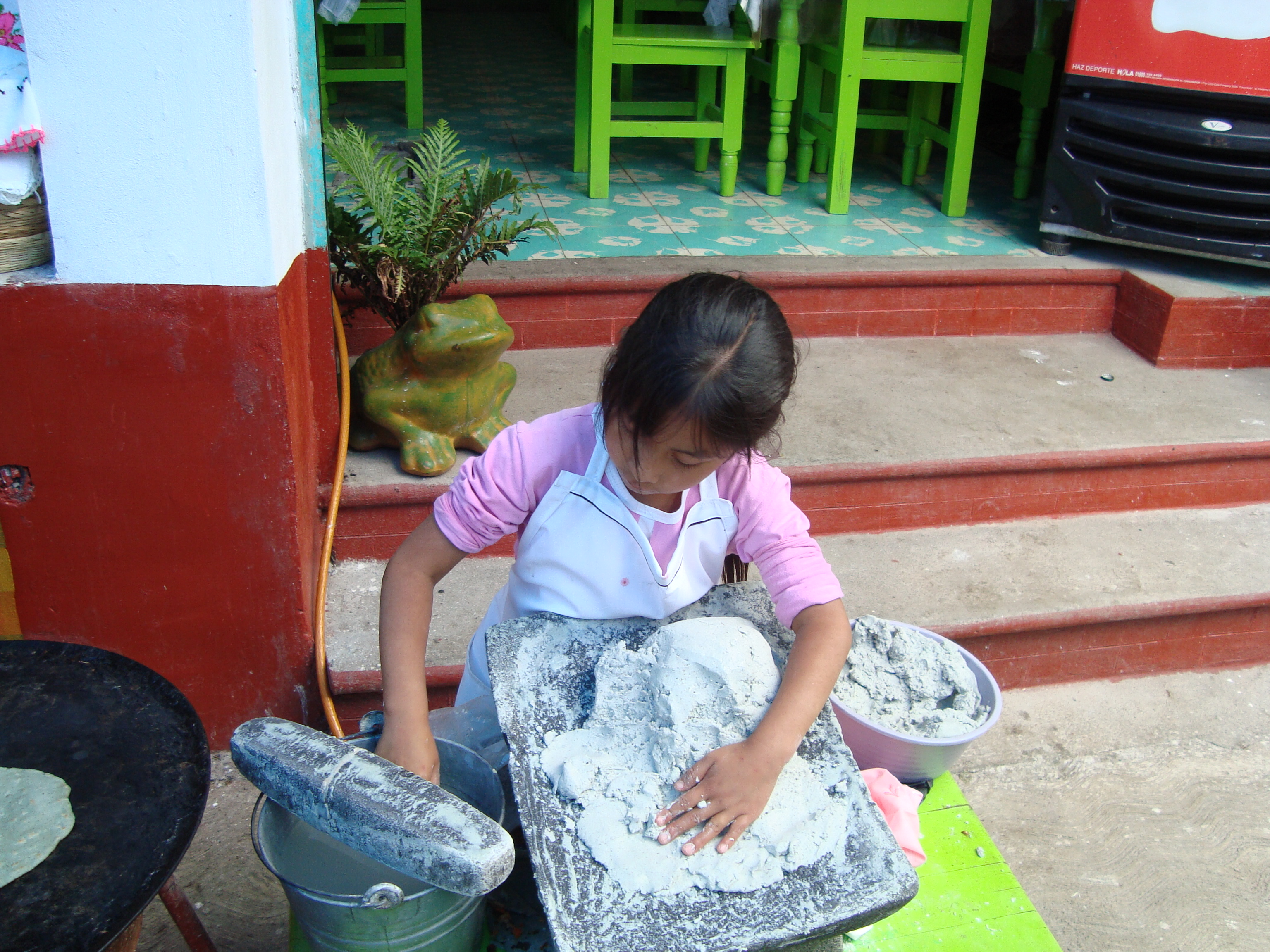
ハニツィオ（英語版）島（メキシコ）にて、トルティーヤの生地を練っている女性。2010年7月
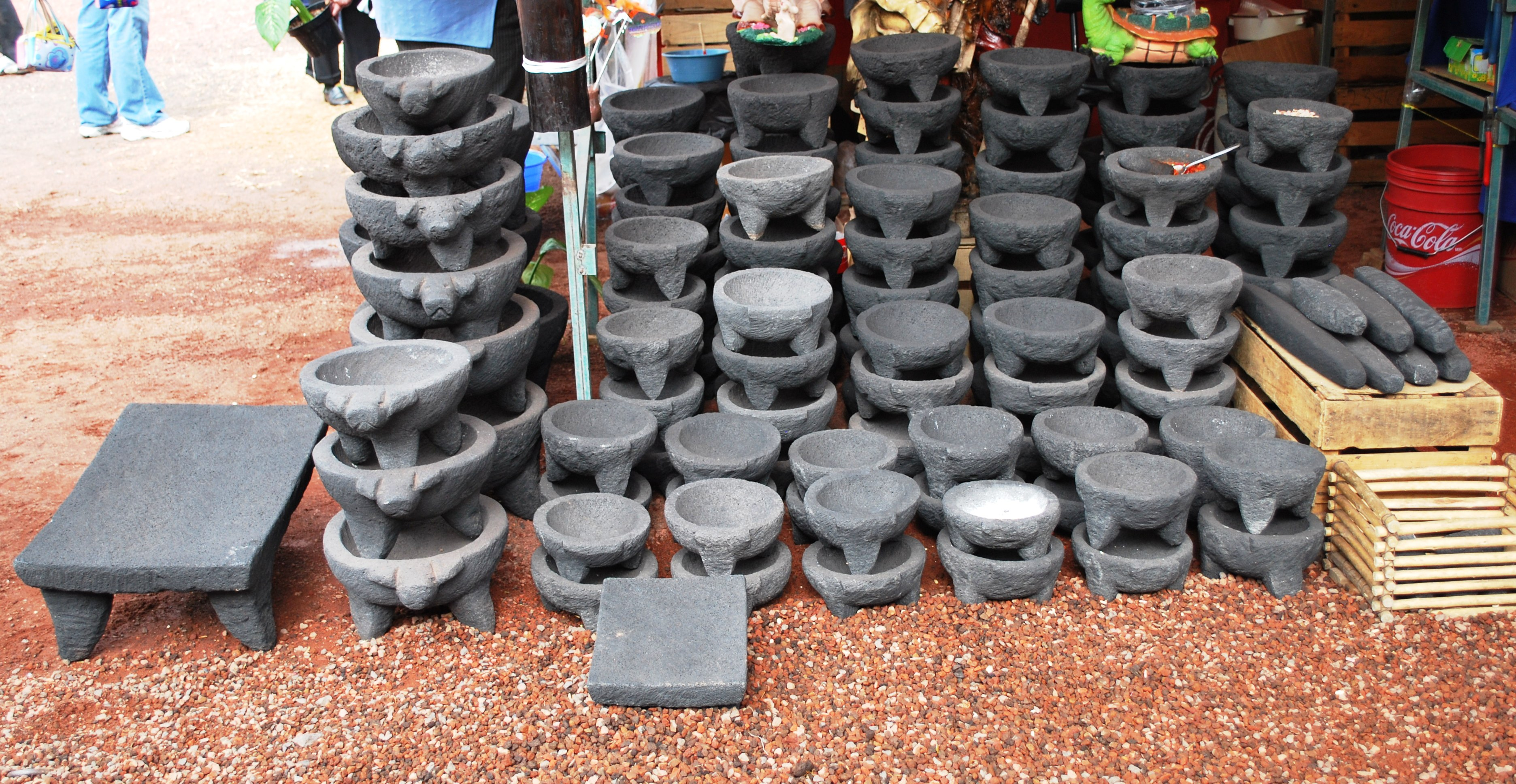
サンペドロ・デ・アトクパン（英語版）（メキシコ）の店頭で販売されている石皿、右に磨石（棒）もある。2009年10月
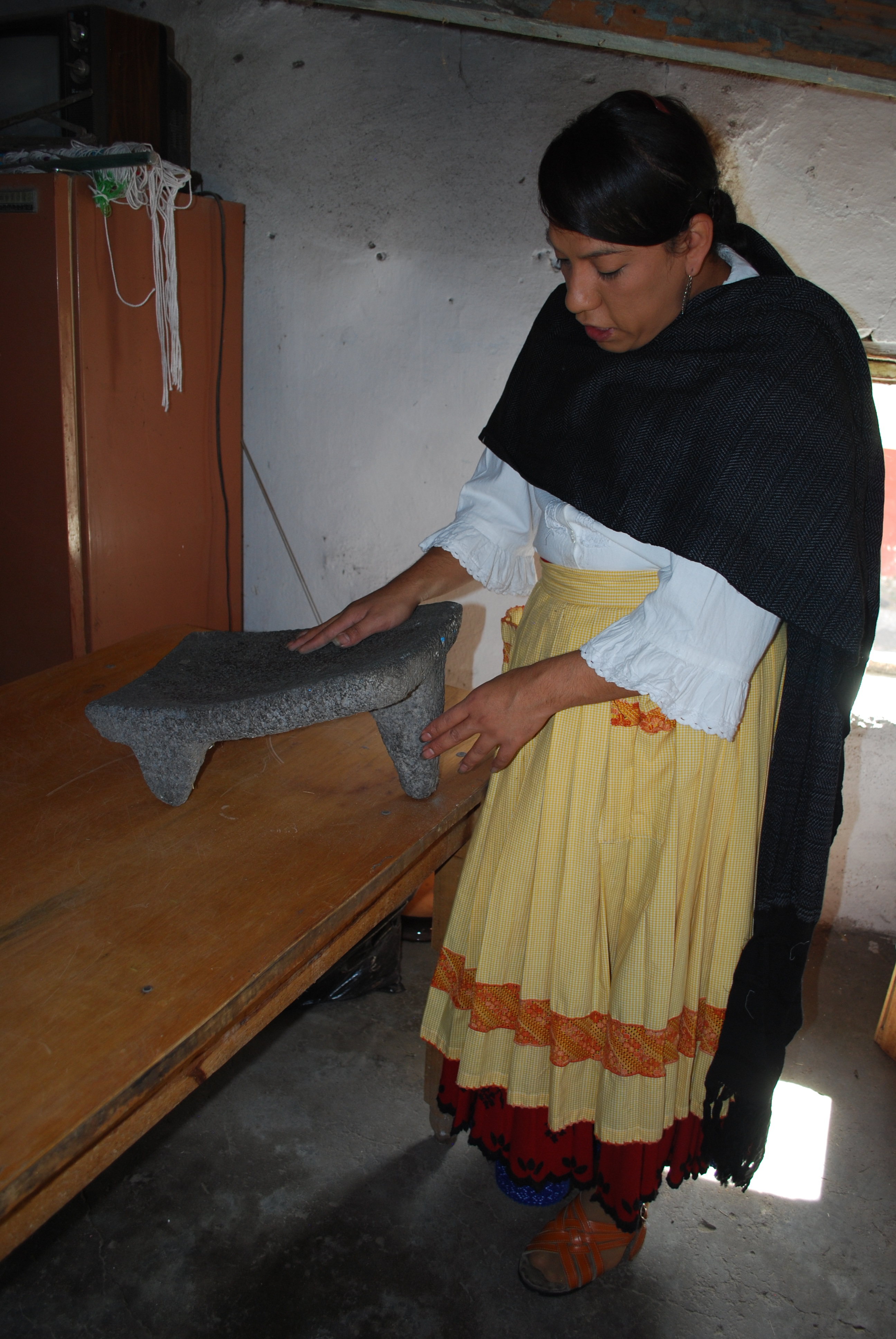
グアナフアト（メキシコ）にて、この家で100年目を迎えた石皿。2017年2月
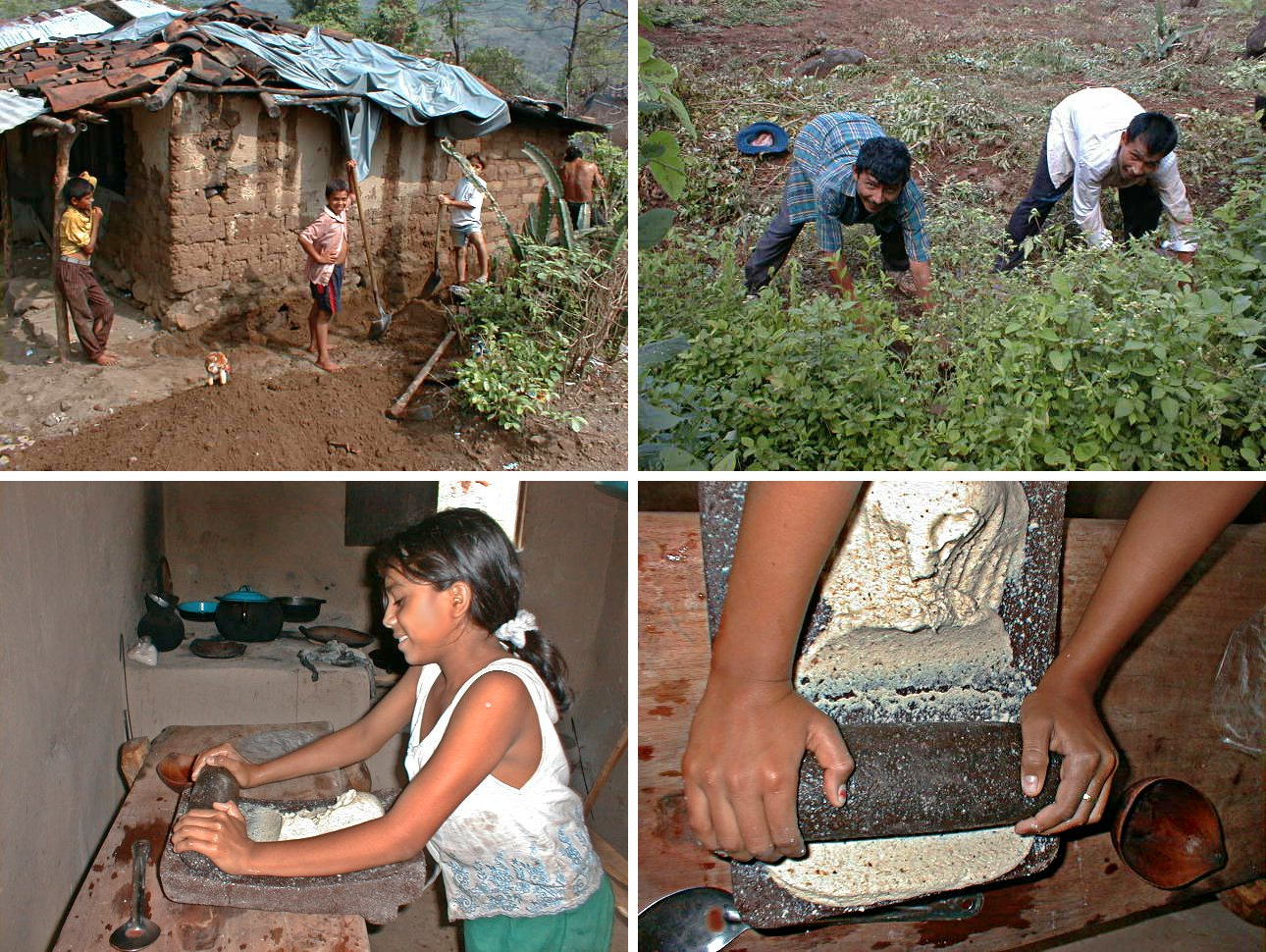
サン・ラモン（ホンジュラス）にて、女性が石皿を使っている様子。1999年5月